# Willow Shields
Willow Shields (Albuquerque, 2000. június 1. –) amerikai színésznő.
Primrose Everdeen szerepében vált híressé Az éhezők viadala-filmsorozatban (2012–2015).
Elsőként 2009-ben vállalt szereplést, a Célkeresztben vendégszereplőjeként, majd 2011-ben Az osztálytermen túl című tévéfilmben tűnt fel. 2017-ben az Into the Rainbow fantasyfilmben, 2020-ban a Netflix A jeges élet drámasorozatában kapott főszerepet.

## Élete és pályafutása
2000-ben született az Új-Mexikó-i Albuquerque-ben. Első munkáját 2008-ban kapta a Las Vegas New Mexico 1875 című rövidfilmben, melyben együtt dolgozott ikertestvérével, Autumnnal és bátyjával, River Shieldsszel. 
Első televíziós munkája a Célkeresztben című drámasorozat egyik epizódjával kezdődött, de a sikert számára mégis Az éhezők viadala hozta el, melyben a hősnő, Katniss Everdeen húgát, Primet alakította. 2015-ben a Dancing With The Stars című televíziós műsorban versenyzett, a sorozat történetének legfiatalabb táncos résztvevőjeként.

## Filmográfia

### Film
| Év   | Magyar cím                                        | Eredeti cím                           | Szerep            | Magyar hang |
| ---- | ------------------------------------------------- | ------------------------------------- | ----------------- | ----------- |
| 2008 |                                                   | Las Vegas New Mexico 1875 (rövidfilm) | lány (hangja)     |             |
| 2012 | Az éhezők viadala                                 | The Hunger Games                      | Primrose Everdeen |             |
| 2013 | Az éhezők viadala: Futótűz                        | The Hunger Games – Catching Fire      | Primrose Everdeen | Nyári Liza  |
| 2014 | Az éhezők viadala: A kiválasztott – 1. rész       | The Hunger Games – Mockingjay, Part 1 | Primrose Everdeen | Nyári Liza  |
| 2015 | Az éhezők viadala: A kiválasztott – Befejező rész | The Hunger Games – Mockingjay, Part 2 | Primrose Everdeen | Nyári Liza  |
| 2017 |                                                   | Into the Rainbow                      | Rachel            |             |
| 2018 |                                                   | Woodstock or Bust                     | Lorian            |             |
| 2022 |                                                   | When Time Got Louder                  | Abbie             |             |
| 2023 | Knight nyomozó 3. – Függetlenség                  | Detective Knight: Independence        | Ally              |             |

### Televízió
| Év   | Magyar cím           | Eredeti cím                    | Szerep                  | Megjegyzések           |
| ---- | -------------------- | ------------------------------ | ----------------------- | ---------------------- |
| 2009 | Célkeresztben        | In Plain Sight                 | Lisa Rogan / Lisa Royal | 1 epizód               |
| 2011 | Az osztálytermen túl | Beyond the Blackboard          | Grace                   | tévéfilm               |
| 2012 |                      | R.L. Stine's The Haunting Hour | Eve                     | 1 epizód               |
| 2015 |                      | Dancing with the Stars         | önmaga / versenyző      | 20. évad               |
| 2019 | Nyugtalanság         | The Unsettling                 | Maya                    | 8 epizód               |
| 2020 | A jeges élet         | Spinning Out                   | Serena Baker            | főszereplő (10 epizód) |

## Fordítás
- Ez a szócikk részben vagy egészben  a   Willow Shields című angol Wikipédia-szócikk fordításán alapul.  Az eredeti cikk szerkesztőit annak laptörténete sorolja fel. Ez a jelzés csupán a megfogalmazás eredetét és a szerzői jogokat jelzi, nem szolgál a cikkben szereplő információk forrásmegjelöléseként.